# خرمونيدس
خرمونيس سياسي أثيني وصاحب القرار الذي أتخذه الأثنييون بدعوة جميع الإغريق لتشرع وإسبرطة وحلفاؤهما في العمل علي التحرر من مملكة مقدونيا القديمة عرفت باسمه الحرب التي تبعت ذلك وانتهت بهزيمة أثينا ( 263 – 262 ق م ) وكان من أسبابها عدم وفاء بطليموس الثاني بوعده في المساعدة وبعد هزيمة أثينا التجأ خرمونيدس إلى بطليموس الذي أسند إليه قيادة أحد أساطيله وقد هزمه أجاثوسترانوس الروسي عند أفسس ( 258 ق م ) لكنه بقي في خدمة الأسطول البطلمي (حوالي 240 ق م ) .